# Cratere Penelope
Penelope è un cratere da impatto sulla superficie di Teti.
Prende il nome da Penelope, regina di Itaca nella mitologia greca.
È la struttura eponima della maglia cui appartiene.